# 毛肌蛤
毛肌蛤（学名：Trichomusculus barbatus）为贻贝科毛肌蛤属的动物。分布于澳大利亚以及中国大陆的广东、海南等地，属于暖水性种。其常生活于低潮线附近以及附着在岩石、珊瑚及石块上。该物种的模式产地在澳大利亚悉尼。